# تقانة

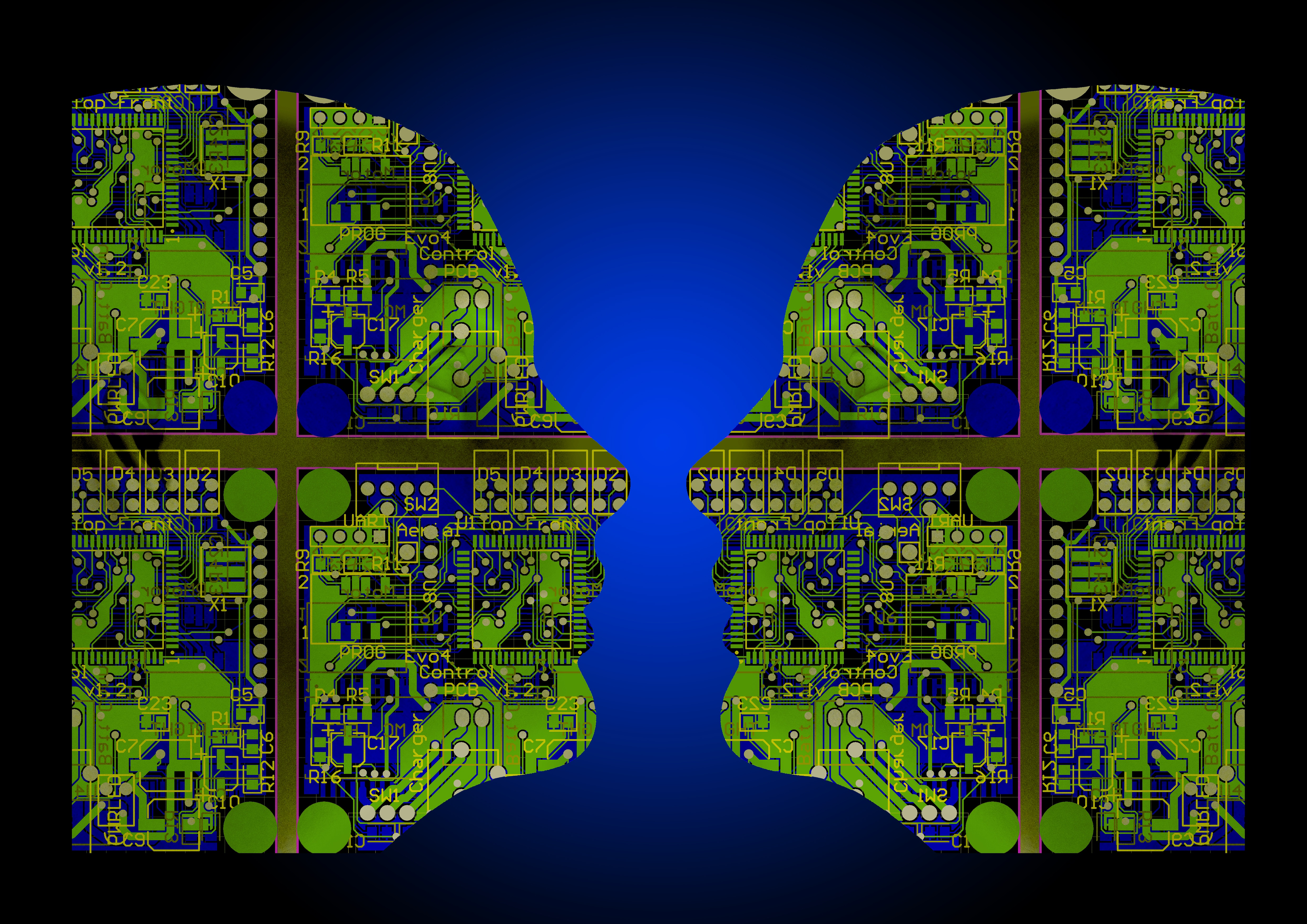

التِّقَانَة أو التكنولوجيا، هذه الأخيرة هي كلمة أعجمية ذات أصل يوناني، تتكوّن من مقطعين، كلمة تكنو والتي تعني حرفة أو مهارة أو فن، وكلمة لوجي التي تعني علم أو دراسة. ليصاغ الكل في كلمة تكنولوجيا بمعنى علم التّطبيق؛ وقد أورد الكثير من العلماء تعريفات أخرى عديدة للكلمة. تعرف التكنولوجيا بأنها مجموع التقنيات والمهارات والأساليب الفنية والعمليات المستخدمة في إنتاج البضائع أو الخدمات أو في تحقيق الأهداف، مثل البحث العلمي. يمكن أن تكون التكنولوجيا هي المعرفة بالتقنيات والعمليات وما شابه ذلك، أو يمكن تضمينها في الآلات للسماح بالتشغيل دون معرفة تفصيلية لأعمالها. يُشار إلى الأنظمة (مثل الآلات) التي تطبق التكنولوجيا عن طريق أخذ مدخلات وتغييرها وفقًا لاستخدام النظام، ثم إنتاج نتيجة، على أنها أنظمة تقنية أو أنظمة تكنولوجية.
أبسط شكل من أشكال التكنولوجيا هو تطوير واستخدام الأدوات الأساسية. إن اكتشاف ما قبل التاريخ لكيفية التحكم في الحريق والثورة الحديثة في العصر الحجري الحديث قد زاد من مصادر الغذاء المتاحة، وساعد اختراع العجلة البشر على السفر والتحكم في بيئتهم. أدت التطورات في العصور التاريخية، بما في ذلك المطبعة والهاتف والإنترنت، إلى تقليل الحواجز المادية التي تعترض التواصل وسمح للبشر بالتفاعل بحرية على نطاق عالمي.
التكنولوجيا لها العديد من الآثار. وقد ساعد ذلك في تطوير اقتصادات أكثر تقدماً (بما في ذلك الاقتصاد العالمي اليوم) وسمح بزيادة مستوى الترفيه. تنتج العديد من العمليات التكنولوجية منتجات ثانوية غير مرغوب فيها تعرف باسم التلوث وتستنفد الموارد الطبيعية بما يضر ببيئة الأرض. لطالما أثرت الابتكارات على قيم المجتمع وأثارت أسئلة جديدة في أخلاقيات التكنولوجيا. ومن الأمثلة على ذلك ظهور مفهوم الكفاءة من حيث الإنتاجية البشرية، وتحديات أخلاقيات البيولوجيا.
نشأت مناقشات فلسفية حول استخدام التكنولوجيا، مع وجود خلافات حول ما إذا كانت التكنولوجيا تعمل على تحسين الحالة البشرية أو تفاقمها. اللاضية الجديدة، الأناركية البدائية، والحركات الرجعية المماثلة تنتقد انتشار التكنولوجيا، بحجة أنها تلحق الضرر بالبيئة وتنفر الناس؛ يرى أنصار الإيديولوجيات مثل ما بعد الإنسانية والتقدمية التكنولوجية أن التقدم التكنولوجي المستمر مفيد للمجتمع وللحالة الإنسانية.

## مقدمة

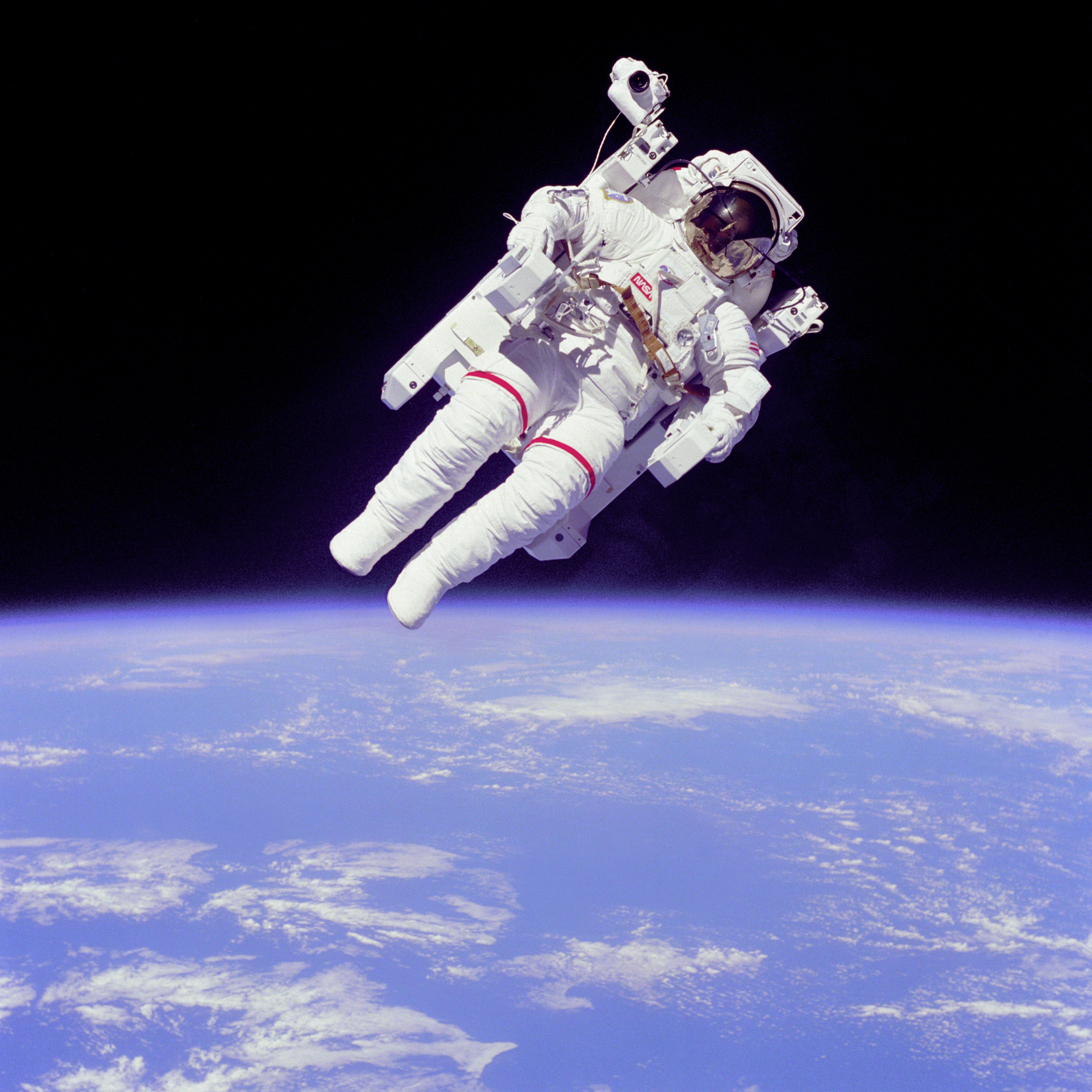
في أواسط القرن العشرين حققت التقنية انتصاراً هاماً بقدرتها على استكشاف الفضاء.

تعتبر التكنولوجيا مهمة لأنها تستخدم في جميع مجالات الحياة العملية. عندما تتأمل روتينك اليومي وتحصي جميع أدوات التقنية التي تستهلكها في يوم واحد فقط ستدرك مدى أهمية التقنية عند استخدامك للهاتف أو مشاهدة التلفاز أو قيادة السيارة أو استخدام الحاسب أو أي آلة كهربائية. في الواقع، يوما بعد يوم يزداد اعتمادنا على التقنية سواء خلال التواصل أو المواصلات أو البحث عن أي معلومة أو حتى التسلية.
تعرف التقنية تعرف اصطلاحاً بأنها كل ما قام الإنسان بعمله، وكل التغييرات التي أدخلها على الأشياء الموجودة في الطبيعة، والأدوات التي صنعها لمساعدته في أعماله. لكن البعض يحصر نطاق كلمة التقنية بالآلات المعقدة كالحاسوب والساتل والسيارة فقط، بل التقنية تشمل الأدوات البسيطة كالورق والأقلام والخيط والنعل ومفتاح العلب أيضاً.
والتقنية بدأت مع الإنسان منذ وجوده على هذه المعمورة، فهي قديمة بقدمه، فقد اعتمد عليها في صناعة أدوات صيده والدفاع عن نفسه وحراثة الأرض والزراعة وهلم جراً من الأعمال. كما أن التقنية أحاطت بكافة مناحي الحياة المختلفة شاردة وواردة فكانت في الغذاء والطعام والدواء والملبس والسكن والأدوات والمواصلات والاتصالات والترفيه والرياضة والتعلم والعديد غيرها.

## التعريف والاستعمال

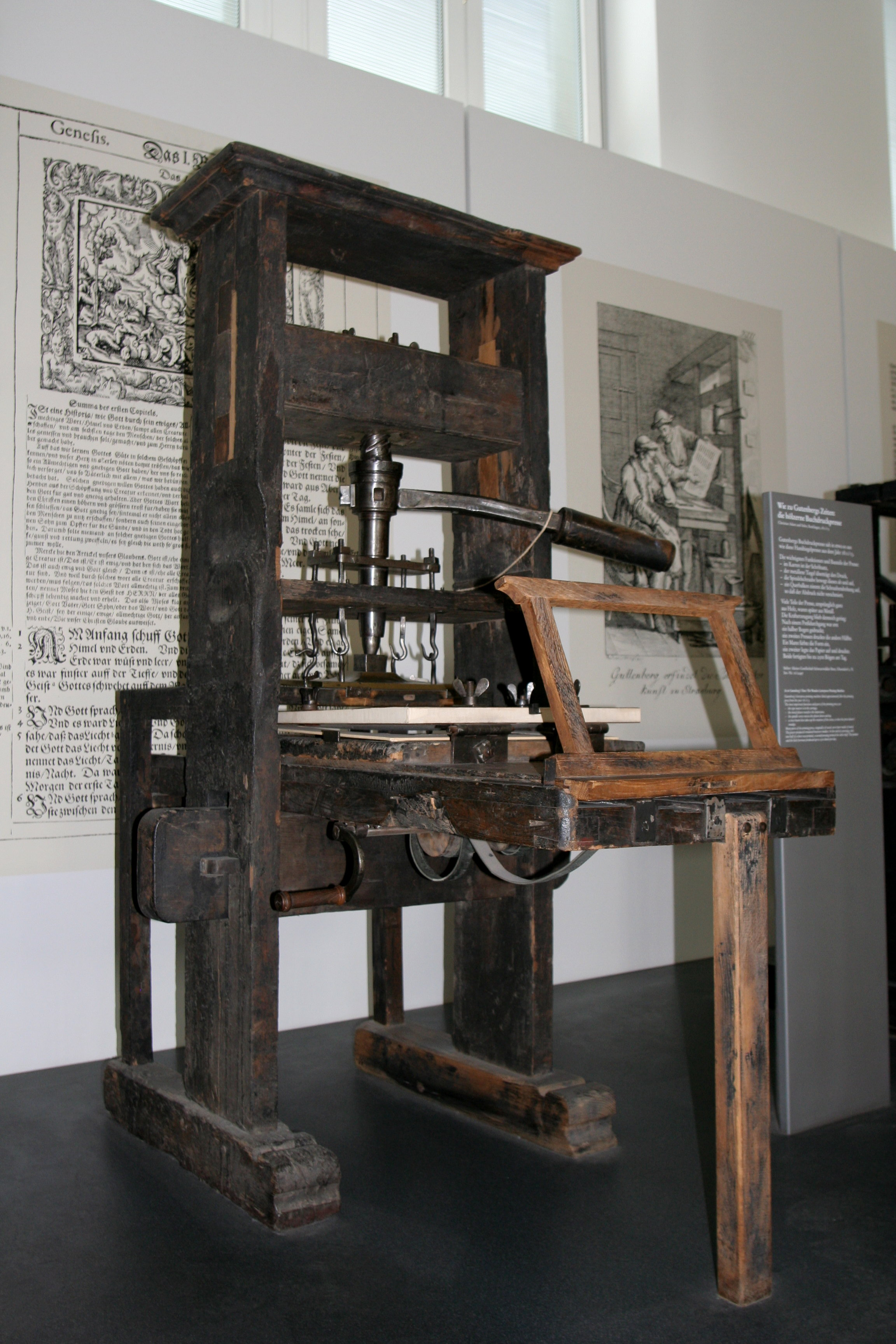
سهل اختراع المطبعة للعلماء والساسة التواصل بأفكارِهم وقادَتهم إلى عصر التنوير، وهذا مثال على التقنية كقوةٍ ثقافيةٍ.

تعرف التقنية بطريقتين: بأنها «السعي وراء الحياة بطرق مختلفة عن الحياة»، وبأنها «مادة لا عضوية منظمة». التطبيقات العلمية للعلم والمعرفة في جميع المجالات والعمل، أو بعبارة أخرى كل الطرق التي استخدمها -وما زال يستخدمها- الناس في اختراعاتهم واكتشافاتهم لتلبية حاجاتهم وإشباع رغباتهم.
كما يمكن تعريف التقنية أو التكنولوجيا بمفهوم أوسع أنها الأشياء الموجودة بنوعيها، المادية واللّامادية، التي تم تخليقها بتطبيق الجهود المادية والفيزيائية للحصول على قيمة ما. في هذا السياق، تشير التقنية إلى المعدات والآلات التي يمكن استعمالها لحل المشاكل الحقيقية في العالم.

## التاريخ

### قبل التاريخ
بدأ تطوير الأدوات من قبل البشرانيات من خلال الملاحظة والتجربة والخطأ. ومنذ نحو 2 مليون سنة تعلموا صناعة الأدوات الحجرية الأولى عن طريق دق رقائق من الحصاة، وتشكيل فأس يدوية حادة. وتحسنت هذه الممارسة قبل 75 ألف سنة عن طريق التقشير بالضغط، مما أتاح تحسنًا أكبر.
وصف تشارلز داروين اكتشاف النار بأنه «ربما يكون أعظم اكتشاف صنعه الإنسان على الإطلاق». وتشير الأدلة الأثرية والغذائية والاجتماعية إلى «الاستخدام [البشري] المستمر للنار» منذ 1.5 مليون سنة على الأقل. وسمحت النار التي توقد بالخشب والفحم للبشر الأوائل بطهي طعامهم وزيادة قابليته للهضم، وتحسين قيمته الغذائية وتوسيع عدد الأطعمة التي يمكن تناولها. وتقترح فرضية الطهي أن القدرة على الطهي ساهمت في زيادة حجم دماغ الإنسان، على الرغم من أن بعض الباحثين يجدون أن الأدلة غير حاسمة. ويعود تاريخ الأدلة الأثرية على المواقد إلى 790 ألف سنة؛ ويعتقد الباحثون أن هذا من المحتمل أن يكون قد أدى إلى تكثيف التنشئة الاجتماعية البشرية وربما ساهم في ظهور اللغة.
وتشمل التطورات التقنية الأخرى التي حدثت خلال العصر الحجري القديم الملابس والمأوى. لكن لا يوجد إجماع على الوقت التقريبي لاعتماد أي من التقنيتين، لكن علماء الآثار وجدوا أدلة أثرية على الملابس نحو 90-120 ألف سنة والمأوى نحو 450 ألف سنة. ومع تقدم العصر الحجري القديم أصبحت المساكن أكثر تطورًا وأكثر تفصيلًا. وفي وقت مبكر من 380 ألف سنة كان البشر يبنون أكواخ خشبية مؤقتة. وساعدت الملابس المأخوذة من فراء وجلود الحيوانات التي يجري اصطيادها على التوسع في المناطق الباردة؛ وبدأ البشر بالهجرة من أفريقيا منذ نحو 200 ألف سنة، منتقلين في البداية إلى أوراسيا.

### العصر الحجري الحديث
أحدثت ثورة العصر الحجري الحديث (أو الثورة الزراعية الأولى) تسارعًا في الابتكار التقني، وما ترتب على ذلك من زيادة في التعقيد الاجتماعي. وكان اختراع الفأس الحجري المصقول بمثابة تقدم كبير سمح بإزالة الغابات والزراعة على نطاق واسع. وزاد استخدام الفؤوس الحجرية المصقولة بشكل كبير في العصر الحجري الحديث، ولكنه كان يستخدم في الأصل في العصر الحجري الوسيط السابق في بعض المناطق مثل أيرلندا. وقد غذت الزراعة أعدادًا أكبر من السكان، وسمح هذا التحول إلى الاستقرار بتربية المزيد من الأطفال في وقت واحد، حيث لم تعد هناك حاجة إلى حمل الرضع من قبل الرحل. بالإضافة إلى ذلك أمكن للأطفال المساهمة في العمل في زراعة المحاصيل بسهولة أكبر مما أمكنهم المشاركة في أنشطة الصيد وجمع الثمار.
مع هذه الزيادة في عدد السكان وتوافر العمالة جاءت زيادة في التخصص في العمل. ولا يُعرف على وجه التحديد ما الذي دفع إلى التطور من قرى العصر الحجري الحديث المبكرة إلى المدن الأولى مثل الوركاء (أوروك)، والحضارات الأولى مثل سومر؛ ومع ذلك يُعتقد أن العوامل التالية قد لعبت دورًا: ظهور الهياكل الاجتماعية الهرمية بشكل متزايد والعمالة المتخصصة، والتجارة والحرب بين الحضارات المتجاورة، والحاجة إلى العمل الجماعي للتغلب على التحديات البيئية مثل الري.
أدى اختراع الكتابة إلى انتشار المعرفة الثقافية وأصبحت أساسًا للتاريخ والمكتبات والمدارس والبحث العلمي.
أدت التحسينات المستمرة إلى صنع الفرن والكير، وتوفرت لأول مرة القدرة على صهر وتطريق الذهب والنحاس والفضة والرصاص، وهي معادن أصلية توجد في شكل نقي نسبيًا في الطبيعة. وسرعان ما ظهر تفوق الأدوات النحاسية على الأدوات الحجرية والعظمية والخشبية للبشر الأوائل، وربما جرى استخدام النحاس الأصلي منذ بداية العصر الحجري الحديث تقريبًا (نحو 10 ألف سنة). ولا يوجد النحاس الأصلي بشكل طبيعي بكميات كبيرة، ولكن خامات النحاس شائعة جدًا وبعضها ينتج المعدن بسهولة عند حرقه في نيران الخشب أو الفحم. وفي نهاية المطاف أدت معالجة المعادن إلى اكتشاف السبائك مثل البرونز والنحاس الأصفر (نحو 4000 قبل الميلاد). ويعود أول استخدام لسبائك الحديد مثل الفولاذ إلى نحو 1800 قبل الميلاد.

### العصر القديم
بعد تسخير النار اكتشف البشر أشكالًا أخرى من الطاقة. وأقدم استخدام معروف لطاقة الرياح هو السفينة الشراعية. وأقدم سجل لسفينة تبحر هو قارب على النيل يعود تاريخه إلى نحو 7000 قبل الميلاد. ومن المحتمل أن المصريين استخدموا قوة الفيضان السنوي لنهر النيل لري أراضيهم منذ عصور ما قبل التاريخ، وتعلموا تدريجيًا تنظيم جزء كبير منها من خلال قنوات الري المبنية خصيصًا وأحواض «التجميع». كما استخدم السومريون القدماء في بلاد ما بين النهرين نظامًا معقدًا من القنوات والسدود لتحويل المياه من نهري دجلة والفرات لأغراض الري.
يقدر علماء الآثار أن العجلة جرى اختراعها بشكل مستقل ومتزامن في بلاد ما بين النهرين (في العراق الحالي)، وشمال القوقاز (حضارة مايكوب)، وأوروبا الوسطى. وتتراوح التقديرات الزمنية من 5500 حتى 3000 قبل الميلاد، ويضعها معظم الخبراء أقرب إلى 4000 قبل الميلاد. وتعود أقدم القطع الأثرية ذات الرسومات التي تصور عربات ذات عجلات إلى نحو 3500 قبل الميلاد. وفي الآونة الأخيرة جرى العثور على أقدم عجلة خشبية معروفة في العالم في مستنقع ليوبليانا في سلوفينيا.
أحدث اختراع العجلة ثورة في التجارة والحرب. ولم يستغرق الأمر وقتًا طويلًا لاكتشاف إمكانية استخدام العربات ذات العجلات لنقل الأحمال الثقيلة. واستخدم السومريون القدماء عجلة الفخار وربما هم من اخترعوها. وجرى العثور على عجلة فخارية حجرية في مدينة أور يعود تاريخها إلى نحو 3429 قبل الميلاد، وقد عثُر على أجزاء أقدم من العجلة الفخارية في نفس المنطقة. ومكنت عجلات الفخار السريعة (الدوارة) من إنتاج الفخار بكميات كبيرة في وقت مبكر، ولكن استخدام العجلة كمحول للطاقة (من خلال دولاب المياه، وطواحين الهواء، وحتى المطاحن) هو الذي أحدث ثورة في تطبيق مصادر الطاقة غير البشرية. وصنعت أولى العربات ذات عجلتين التي تشبه الترافوا، واستخدمت لأول مرة في بلاد ما بين النهرين وإيران نحو 3000 قبل الميلاد.
أقدم الطرق المشيدة المعروفة هي الشوارع المرصوفة بالحجارة في مدينة أور، والتي يعود تاريخها إلى نحو 4000 قبل الميلاد، والطرق الخشبية عبر مستنقعات غلاستونبري في إنجلترا، والتي يعود تاريخها إلى نفس الفترة تقريبًا. وأول طريق معروف للمسافات الطويلة دخل حيز الاستخدام نحو 3500 قبل الميلاد، وامتد لمسافة 2400 كيلومتر من الخليج العربي حتى البحر الأبيض المتوسط، لكنه لم يكن مرصوفًا وجرت صيانته جزئيًا فقط. ونحو 2000 قبل الميلاد بنى المينوسيون في جزيرة كريت اليونانية طريقًا بطول 50 كيلومترًا يمتد من قصر غورتين على الجانب الجنوبي من الجزيرة عبر الجبال إلى قصر كنوسوس على الجانب الشمالي من الجزيرة. وعلى عكس الطريق السابق كان طريق المينوسي مرصوفًا بالكامل.
كانت المنازل الخاصة المينوسية القديمة تحتوي على مياه جارية. وجرى اكتشاف حوض استحمام مطابق تقريبًا للحوض الحديث في قصر كنوسوس. وتحتوي العديد من المنازل المينوسية الخاصة أيضًا على مراحيض، والتي يمكن شطفها عن طريق سكب الماء في البالوعة. وكان لدى الرومان القدماء العديد من المراحيض العامة، والتي كانت تُفرغ في نظام صرف صحي واسع. وكانت المجاري الرئيسية في روما تسمى كلواكا ماكسيما؛ وبدأ العمل عليها في القرن السادس قبل الميلاد وما زالت قيد الاستخدام حتى اليوم.
كان لدى الرومان القدماء أيضًا نظام معقد من الأقنية، والتي كانت تستخدم لنقل المياه عبر مسافات طويلة. وجرى بناء أول قناة رومانية عام 312 قبل الميلاد. وجرى بناء القناة الرومانية القديمة الحادية عشرة والأخيرة في عام 226 للميلاد. وامتدت الأقنية الرومانية معًا لمسافة تزيد عن 450 كيلومترًا، ولكن أقل من 70 كيلومترًا منها كانت فوق الأرض ومدعومة بأقواس.

## أصل التسمية
تغيّر استعمال مصطلح تكنولوجيا بشكل ملحوظ على مدى المئتي سنة الماضية. قبل القرن العشرين، لم يكن المصطلح Technology مشهوراً في الإنجليزية، وغالباً ما كان يشير إلى وصف أو دراسة الفنون المفيدة. كان المصطلح متعلقاً بالتعليم الفني في الغالب، كما في معهد ماساتشوستس للتكنولوجيا. تصاعدت العبارة «تكنولوجيا» حتى اشتهرت في القرن العشرين مع الثورة الصناعية الثانية.
تغيرت استخدام التكنولوجيا على المدى بشكل كبير خلال السنوات ال200 الماضية. قبل القرن القرن العشرين، وكان هذا المصطلح شائع في اللغة الإنجليزية، وعادة ما يشار إلى وصف أو دراسة الفنون المفيدة. وغالباً ما يرتبط مصطلح التعليم الفني، كما في معهد ماساتشوستس للتكنولوجيا. «التكنولوجيا» برزت على الساحة في القرن القرن العشرين في اتصال مع الثورة الصناعية الثانية. وتطور بعدها المصطلح، ولكن على قدم مساواة بارزة برز تعريف التكنولوجيا والعلوم التطبيقية كمصطلحين متداخلين، وخاصة بين العلماء والمهندسين، بالرغم من أن معظم علماء الاجتماع الذين يدرسون التكنولوجيا ترفض هذا التعريف.

## مجالات الاستعمال
في مجال العمليات، أصبح المصطلح مرتبطاً بعالم العلوم والأعمال الكبيرة، والهندسة. اختلف معنى التكنولوجيا في أوائل القرن العشرين حينما عمل علماء الاجتماع الأمريكيون بداية مع ثورستين فيبلين على ترجمة الأفكار من المفهوم الألماني من Technik إلى "technology" أي «تكنولوجيا»، في التعريب العربي (إبقاء على الكلمة اليونانية أو «تكنولوجيا» بالمعنى). في الألمانية واللغات الأوروبية، ظهر تفريق بين Technik وTechnologie والذي لا يوجد في الإنجليزية حيث أن كلا الكلمتين تُتَرْجَمان عادة إلى "technology". في عقد الثلاثينيات من القرن العشرين، لم تشر عبارة تكنولوجيا في الإنجليزية إلى علم الفنون الصناعية، بل إلى الفنون الصناعية بعينها. في 1937، كتب عالم الاجتماع ريد بين أن «التكنولوجيا تتضمن جميع الأدوات، الآلات، الآنية، الأسلحة، الأجهزة، الكسوة، سبل التواصل، وأجهزة النقل، والمهارات التي ننتج بفضلها ونستعملها.» لا يزال تعريف براين شائعاً بين الدارسين هذه الأيام، خاصة علماء الاجتماع. لكن تعريف التكنولوجيا بأنه العلوم التطبيقية مكافئ بارز بشكل خاص من قبل العلماء والمهندسين، بالرغم من رفض غالبية علماء الاجتماع الذين يدرسون التكنولوجيا لهذا التعريف. حديثا، استعار الدارسون عبارة "technique" من الفلاسفة الأوروبيين لتوسيع المعنى إلى صور أخرى تتعلق بالأجهزة الدقيقة كما في أعمال فوكو على تقنيات الذات.
تقدمت التراجم والدارسون بتعريفات عديدة. يعرّف قاموس مريام ويبستر المصطلح على أنه «التطبيق العملي للمعرفة خاصة في حقل معين والإمكانية المعطاة من التطبيق العملي للمعرفة».
قدمت أورسولا فرانكلين في محاضرتها «العالم الحقيقي للتقنية» عام 1989 تعريفاً آخر للتكنولوجيا بأنها «تطبيق، للطريقة التي نعمل بها الأشياء من حولنا». يستعمل المصطلح عادة ضمن مجال معين من التقنية، أو التقنية العليا أو إلكترونيات المستهلك، بدلاً من التعبير عن التقنية كمفهوم عام. برنارد ستيجلر، في التقنيات والزمن، 1.

## استعمالات التقنية الشائعة
1. تقنية الاتصالات: تشمل هذه الفئة التقنية المستخدمة بهدف تسهيل التخاطب الإنساني وزيادة طرق الاتصال الشخصي. ومن الأمثلة على ذلك: الهاتف الخلوي والاتصال المرئي والاتصال الجماعي وأجهزة النداء الآلي.
2. التقنيات المنزلية: تتضمن هذه الفئة التقنية التي تؤثر على النشاطات المنزلية للعائلات. وهذه التقنية قد لا تستخدم دائما بشكل مباشر من قبل العائلات، بل يمكن استخدامها أيضا بطريقة غير مباشرة بشكل يؤثر على الحياة العائلية. ومن الأمثلة على ذلك: فرن المايكروويف والأطعمة المجمدة والأطعمة المجففة بطريقة التجميد.
3. تقنية المعلومات: هو مصطلح عام يستخدم للدلالة على مجموعة من التطبيقات المبنية على نظام الحاسوب. ويمكن استخدام هذا النوع من التقنية في الاتصال، وفي استرجاع المعلومات من نشاطات رقمية أخرى. ومن الأمثلة على هذه الفئة: البريد الإلكتروني وغرف الدردشة، والشبكة العنكبوتية، وأجهزة الحاسوب المنزلية، وأجهزة الحاسوب المحمولة، وآلات التصوير، وآلات المسح الرقمية.
4. تقنيات الإعلام والترفيه: تساهم التقنية في الترفية العائلي الذي يتواجد بإطارات رقمية متعددة. حيث جاء الإعلام الإلكتروني بأشكال متنوعة ليحل محل الإعلام التقليدي.مثال على ذلك أجهزة التلفاز والستالايت وأجهزة الراديو الرقمية والكتب الإلكترونية وجميع المنشورات على شبكة الإنترنت وأجهزة الستيريو المحمولة والشخصية وألعاب الفيديو.
5. التقانة الطبية: ما زالت الأبحاث العلمية والطبية مستمرة لتطوير تقنيات للتعامل مع مشكلات الجسم البشري الناتجة عن الإصابات أو المرض أو التقدم بالسن، حيث تقدم التقنية الطبية خيارات جديدة للعائلات للتعامل مع القضايا الطبية. ومن الأمثلة على ذلك: ضابط النبض والأعضاء الاصطناعية ومضخات الأنسولين واللقاحات الجديدة وغيرها كثير.
6. التقنيات التربوية: وهي تطبيق المبادئ العلمية في تسهيل عملية التعليم والتعلم. وتزيد هذه التقنية من فرص الوصول للمعلومات من قبل المعلم المحترف، كما تعزز مفاهيم التعليم وتجعل عملية التعليم والتعلم أكثر بساطة.

## أنواع التقنية
جرت العادة على تقسيم التقنية إلى ثلاثة أنواع رئيسية وهي:
1. التقنية الموفرة لرأس المال، وهي الأفضل لاستخدامها في الدول النامية.
2. التقنية الموفرة للعمل، وهي الأفضل في الدول المتقدمة.
3. التقنية المحايدة، وهي التي تزيد رأس المال والانتاجية .

## التكنولوجيا من وجهات النظر المختلفة
علماء كثيرين يبحثون في التكنولوجيا من وجهة نظر حضارية، اجتماعية فهم يرون بالتكنولوجيا كثورة الإنسان الرابعة ومن هنا تتباين وجهات النظر بين محبين ومعارضين.

## Impact
يعتبر التغيير التكنولوجي هو السبب الأكبر للنمو الاقتصادي المدى الطويل.   وعلى مدار التاريخ البشري، كان إنتاج الطاقة هو القيد الرئيسي على التنمية الاقتصادية ، ولقد سمحت التقنيات الجديدة للبشر بزيادة كمية الطاقة المتاحة بشكل كبير . بدايةً جاءت  تقنية النار، والتي جعلت مجموعة متنوعة من الأطعمة صالحة للأكل، وجعل هضمها أقل صعوبة للجسد. كما مكنت النار من طهو الطعام ، واستخدام أدوات القصدير والنحاس والحديد في الصيد أو التجارة . بعد ذلك  جاءت الثورة الزراعية: وهنا لم يعد البشر بحاجة إلى الصيد أو التجمع من أجل البقاء، لقد بدأوا في الاستقرار في البلدات والمدن المختلفة، وشكلوا مجتمعات أكثر تعقيدًا، مع تجميع جيوش كبيرة ومذاهب دينية أكثر تنظيمًا.

#### تلوث
ربما كان التلوث، أي وجود ملوثات في البيئة تُسبب آثارًا ضارة، موجودًا منذ عهد إمبراطورية الإنكا . فقد استخدموا تدفق كبريتيد الرصاص في صهر الخامات، إلى جانب استخدام فرن طيني يعمل بتيار الرياح، والذي أطلق الرصاص في الغلاف الجوي ورواسب الأنهار. 
1. ↑  Solow، Robert M. (1957). "Technical Change and the Aggregate Production Function". The Review of Economics and Statistics. ج. 39 ع. 3: 312–320. DOI:10.2307/1926047. ISSN:0034-6535. JSTOR:1926047. مؤرشف من الأصل في 2023-01-15. اطلع عليه بتاريخ 2023-01-15.
2. ↑  Bresnahan، Timothy F.؛ Trajtenberg، M. (1 يناير 1995). "General purpose technologies 'Engines of growth'?". Journal of Econometrics. ج. 65 ع. 1: 83–108. DOI:10.1016/0304-4076(94)01598-T. ISSN:0304-4076.
3. ↑  Wrigley، E. A (13 مارس 2013). "Energy and the English Industrial Revolution". Philosophical Transactions of the Royal Society A: Mathematical, Physical and Engineering Sciences. ج. 371 ع. 1986: 20110568. Bibcode:2013RSPTA.37110568W. DOI:10.1098/rsta.2011.0568. PMID:23359739. S2CID:10624423.
4. ↑  Smol، J. P. (2009). Pollution of Lakes and Rivers : a Paleoenvironmental Perspective (ط. 2nd). Chichester: John Wiley & Sons. ص. 135. ISBN:978-1444307573. OCLC:476272945.